# Грубешор (приток Лунвожа)
Грубешор — река в России, протекает по Республике Коми. Устье реки находится в 11 км по левому берегу реки Лунвож. Длина Грубешора составляет 13 км.

## Данные водного реестра
По данным государственного водного реестра России, Грубешор относится к Двинско-Печорскому бассейновому округу. Водохозяйственный участок реки — Печора от впадения Усы до водомерного поста Усть-Цильма. Речной подбассейн Грубешора — бассейны притоков Печоры ниже впадения Усы, речной бассейн — Печора.
Код объекта в государственном водном реестре — 03050300112103000074369.